# قنوات (دمشق)
قنوات (به عربی: حی القنوات) یک منطقهٔ مسکونی در سوریه است که در دمشق واقع شده‌است. قنوات ۵۸٬۰۵۳ نفر جمعیت دارد.